# Привет, я подсяду?
Привет, я подсяду? — интернет-мем, появившийся в 2020 году из видео в TikTok блогерши-феминистки Оли Тыквы, в котором девушка от лица представительницы ЛГБТ-сообщества общается с воображаемым собеседником.

## История
На момент записи видео Оле Тыкве было 14 лет. Её аккаунт в TikTok был посвящён темам феминизма, бодипозитива, толерантности и насилия над представителями ЛГБТ. В своих видео она затрагивает актуальные проблемы подростков в России и мире, в частности представителей меньшинств. Её видео появилось из собственной рубрики в которой девушка от лица разных персонажей общается с воображаемым собеседником, который мыслит стереотипами. В одном из видео она вела диалог от лица девушки-представительницы ЛГБТ с персонажем с гомофобными взглядами, в ходе диалога развенчивая мифы и стереотипы об этом сообществе. Рубрика начинается фразой «Привет, я подсяду?».
Видео записанное от лица представительницы ЛГБТ собрало более 260 тысяч лайков, в интернете появились сотни пародий и мемов с фразой «Привет, я подсяду?». Как утверждает девушка, фразу придумала не она.

## Реакция в сети и травля
Пользователи интернета начали массово высмеивать девушку, комментарии на её аккаунте сопровождались пожеланием ей смерти. Девушке приходили угрозы убийством, её также обещали облить кислотой. Анонимы нашли и выложили в открытый доступ адрес Оли Тыквы. 
В группах «ВКонтакте» появились рисунки изображающие секс девушки со взрослыми мужчинами. К травле подключились пользователи имиджборда «Двач» и сторонники «Мужского государства». В частности после популярности видео сторонники Владислава Позднякова стали запугивать девушку. В сеть были опубликованы её личные паспортные данные, адрес и номер телефона.
После возникшей травли и угроз, семья девушки обратилась в полицию где им ответили отказом и не стали заниматься проблемой. Семья приняла решение уехать из России.